# Битва за Львів (1915)
Битва за Львів 1915 року - одна з битв в рамках Горлицького прориву, в результаті якої австрійсько-угорськими військами було захоплено м. Львів

## Передумови
Після більше ніж півроку невдач у травні 1915 року союзним австро-угорсько-німецьким військам вдалося перехопити стратегічну ініціативу на Східному фронті й організувати масштабну наступальну операцію. Розпочалась вона під лемківським містечком Горлиці (так званий «Горлицький прорив») і завершилась визволенням з-під російської окупації значної частини Галичини, включно із містом Львів. У результаті цього несподіваного удару російська армія остаточно втратила надію на утримання лінії фронту по річках Сян і Дністер та змушена була розпочати поспішний відхід, який згодом історики назвуть «Великим відступом».
Для росіян така ситуація склалась не випадково, адже стан справ у їх армії був близький до катастрофічного. Особливо відчутними були такі фактори, як накопичена серед солдатів втома і т. зв. «снарядний голод» — брак артилерійських та стрілецьких набоїв. На противагу цьому союзні німецька та австро-угорська армії особливих проблем із снарядами не відчували, адже у цей час військова промисловість країн Німеччини виходила на свої пікові можливості. Як наслідок — артилерія союзників «накривала» російські позиції «вогняним валом», наводячи паніку та завдаючи значних людських втрат.
Уже на початку червня австро-угорська армія відвоювала багатостраждальне місто-фортецю Перемишль. Ведучи ар’єргардні бої, росіяни відступили приблизно на 25 кілометрів на схід, до річки Вишня (східна притока Сяну), намагаючись там організувати лінію оборони. У цей час на південному фланзі Східного фронту німецька «Південна армія» під командуванням генерала Лінзінгена захопила Стрий.

## Наступ на Галичину
Після деяких вагань австрійське та німецьке командування схвалили спільний план подальшого наступу в Галичині. Основною його метою було звільнення столиці коронного краю — міста Львів. Керівництво офензивою було доручено командувачу німецькою 11-ю армією генералу Августу фон Макензену, у розпорядження якого поступала група армій. До складу цієї групи увійшли:
- на лівому фланзі 4-та австро-угорська армія (лінія фронту між річками Вісла, Сян та містом Сінява);
- по центру — німецька 11-та армія по лінії с.Радава–с.Черневе;
- з правого флангу — австро-угорська 2-га армія (між містом Мостиська та річкою Дністер).

Усі три армії були підсилені окремими дивізіями союзників. До складу армії генерала Макензена увійшов австро-угорський VI корпус генерала Арца, до 2-ї австрійської армії генерала Бьом-Ермолі був включений німецький «Бескидський корпус» генерала Марвіца. Протистояли «групі Макензена» три російські армії: 8-ма, 3-тя та 11-та.
Першим серйозним успіхом союзників на львівському напрямку був прорив лінії фронту між містами Мостиська та Любачів.
12 червня підрозділи 4-ї армії ерцгерцога Йосифа Фердинанда захопили плацдарм за річкою Сян біля міста Сінява. Вже наступного дня армія генерала Макензена (VI корпус Арца і Пруський гвардійський корпус) прорвали позиції вздовж Яворівського шосе у напрямі села Краківець. У результаті росіяни були змушені відступити на другу лінію оборони Мокряни–Краківець–Олешичі. Але вже 14 червня їхні порядки «провалились» на 50-кілометровій ділянці. Австрійська 12-та піхотна дивізія та Пруський гвардійський корпус прорвали оборону в районі сіл Краківець і Великі Очі, відкриваючи собі дорогу на місто Любачів. У цей час армія генерала Бьом-Ермолі здійснила успішний наступ на Мостиська, після чого зайняла місто Судова Вишня.
У ніч з 14 на 15 червня росіяни розпочали організований відступ, намагаючись закріпитися на своїй найсильнішій оборонній позиції, що захищала Львів. Була це так звана «Городоцька оборонна лінія», в основі якої лежало русло річки Верещиця, що була значною природною перешкодою. Сама річка бере свій початок біля міста Магерів і тече із півночі на південь через місто Янів (сьогодні смт. Івано-Франкове), далі підживлює низку Городоцьких озер (біля міста Городка) та, протікаючи через Комарно, в районі Колодруб впадає у Дністер. Власне, використовуючи її русло та сильно заболочені озера, росіяни розбудували потужну оборонну лінію, яка з відстані близько 30 км прикривала Львів із заходу. На півночі фортифікації були поширені аж до міста Наріль. А це сотні кілометрів траншей із перекриттями, а також щільні ряди колючого дроту.
У вересні 1914 року річка Верещиця вже була у центрі резонансних баталій. Тоді австро-угорська армія, щойно залишивши Львів, намагалась організувати контрнаступ проти російських військ. Згодом його назвали «Городоцька битва». Цей наступ виявився невдалим і призвів до подальшого відступу австрійської армії до передгір’їв Карпат.
Цього разу основні події розгорнулись на лінії між містами Магерів та Городок. Вістря 11-ї німецької армії генерала Макензена було спрямоване на північний схід — у бік Магерова. Тут росіяни розташувалися випуклою дугою на лінії від с. Кубин до м. Рава-Руська. Сусідня австро-угорська 2-га армія генерала Бьом-Ермолі наступала у напрямку Городка.
16 червня Пруська гвардія із складу армії Макензена пробилася до міста Немирів. У свою чергу, вранці 17 червня, армія Бьом-Ермолі (IV і XIX корпуси) розпочала прорив на оборонній лінії Янів–Кам”янобрід. Зав’язалися жорстокі рукопашні бої, що тривали до ночі й не затихали навіть у темряві. Росіяни вперто захищалися.  Але 18 червня «Бескидський корпус» таки прорвав оборону між Кам’янобродом і Кубином.
19 червня Пруська гвардія успішно атакувала висоту 345 на південний схід від села Боголотичі (сьогодні не існує), після цього взяла штурмом ключовий пункт російської оборони висоту 350 на захід від Магерова й опанувала це місто. Невдовзі праве крило Гвардії разом із лівим крилом корпусу Арца захопили село Біла Піскова (сьогодні не існує). Після кількагодинного бою 12-та дивізія прорвалась під Городиськами (сьогодні не існує) і захопила село Кунин. Прорив оборони росіян стався по ширині фронту близько 25 кілометрів.
Переслідуючи ворога, австро-угорсько-німецькі союзники досягли лінії Крехів–Лавриків і пробилися до залізничної колії та траси Львів–Жовква–Рава Руська. 1-ша та 2-га німецькі гвардійські дивізії закріпилися на станції Добросин. Це змусило росіян залишити без бою позиції по лінії Магерів–Страдч. Але головним наслідком прориву оборони був розірваний зв’язок між російськими 3-ю та 8-ю арміями, що поставило під сумнів сенс утримання росіянами міста Львова.
Одночасно з-над Верещиці австро-угорські IV і  XVIII корпуси успішно форсували лінію оборони між Янівським ставом та Городоцькими водоймами. Тут особливо відзначились 25-й піхотний полк ландверу та угорський 34-й піхотний полк спільного війська.

## На підступах до Львова
19 червня «Городоцька оборонна лінія» була остаточно прорвана. Російська армія відступила на тимчасові позиції, основу яких складав комплекс оборонних укріплень довкола Львова. Цей комплекс являв собою кільце з окремих фортифікаційних споруд, які забезпечували кругову оборону міста. Форти були як бетонно-цегляні, так і дерев'яно-земляні. З північно-західного та західного боків Львів захищали:
- форт «Брюховичі» (Лиса гора, висота 348),
- форт «Рясна» (висота 320),
- форт «Скнилів» (висота 322).

20 червня армія Бем-Ермолі та праве крило армії Макензена оточили Львів із трьох боків. Вранці 21 червня розпочався масований артилерійський обстріл львівських фортів. Праве крило 11-ї армії та «Бескидський корпус» відкинули росіян до Зашкова. Вони настільки посилили тиск по лінії на схід від Жовкви і Рава-Руської, що російська армія у Львові опинилась під загрозою бути відрізаною від північних і північно-східних шляхів комунікацій.
22 червня австро-угорські XIX та IV корпуси (віденський та будапештський) зі складу 2-ї армії Бьом-Ермолі пішли на штурм оборонних фортів довкола Львова. О 4-й годині ранку віденські полки ландверу №№ 1 та 24 (XIX корпус) захопили форт «Рясна», о 9-й годині форт «Брюховичі» опанували словаки з піхотного полку спільного війська № 34, о 10:30 форт «Скнилів» взяли штурмом підрозділи 29-ї піхотної дивізії з Богемії. Свідком штурму форту «Рясна» був відомий баварський та німецький письменник Людвіг Ґангофер (нім. Ludwig Albert Ganghofer), який перебував на фронті як військовий репортер. Він пробрався на спостережний пункт артилерії та з близької відстані спостерігав за штурмом російських позицій. Свої враження він яскраво описав у часописі «нім. Hamburger Fremdeblatt».
Таким чином Львів був звільнений від росіян силами німецького «Бескидського корпусу» з півночі та фронтального наступу австро-угорських IV і XІX армійський корпусів.
Близько полудня у Львів по вул. Янівській (зараз вул. Тараса Шевченка) увійшов патруль 13-го гусарського полку, а по вул. Городоцькій — бійці 5 -го уланського полку ландверу. Після них прибули підрозділи 42-го піхотного полку, а також 1-го та 25-го піхотних полків ландверу і 34-го піхотного полку.
О 14-й годині до Львова урочисто в’їхав командувач 2-ю австро-угорською армією генерал Бьом-Ермолі із штабом. Переможців зустрів натовп львів’ян, які щиро раділи звільненню від російської окупації (Малюнок 3). Піднесені емоції мешканців Львова захоплено описав відомий шведський географ і письменник Свен Геді́н (швед. Sven Hedin), який прибув у місто із тиловими частинами.

## Наслідки
27 червня 1915 року громадськість Львова вітала також головнокомандувача збройних сил Австро-Угорщини ерцгерцога Фрідріха, начальника генштабу генерала Конрада фон Гьотцендорфа та генерала Бьом-Ермолі. Привітання складали римо-католицький єпископ Більчевський, вірменський архієпископ Теодорович, представники українського греко-католицького духовенства (митрополит Андрей Шептицький був арештований росіянами та вивезений в Росію), а також ректор Львівського університету. Українську делегацію очолював доктор Кость Левицький.
За свідченням тогочасної преси, звістка про визволення Львова від російських загарбників викликала значний резонанс у країнах Центральних держав. Піднесення вилилося у велелюдні патріотичні маніфестації в Австро-Угорщині, Німеччині, а також у їх союзниці — Туреччині. Святкові заходи відбулись у Соборі святого Стефана у Відні, а також у Берліні, Мюнхені, Стамбулі та Кракові. Успіх австро-угорсько-німецьких союзників мав насамперед політичне значення, адже з-під окупації було звільнено важливий адміністративно-політичний центр — столицю коронного краю Галичини та Лодомерії місто Львів.
Війна Австро-Угорщини з Росією продовжувалась надалі, але визволення Львова підвело риску під одним із найбільш драматичних етапів Першої світової війни. Наступ, розпочатий під Горлицями, продовжувався і після здобуття Львова аж до кінця серпня 1915 року. У результаті австро-угорсько-німецькі війська вийшли на лінію річок Бог (сьогодні — Західний Буг) та Золота Липа. Війна зі змінним успіхом тривала ще майже три роки. За цей час російська армія ще не раз намагалась пробитись до Львова. Але повторно його окупувати у цій війні Росії більше не вдасться.